# Sasa tsuboiana
Sasa tsuboiana là một loài thực vật có hoa trong họ Hòa thảo. Loài này được Makino miêu tả khoa học đầu tiên năm 1912.

## Hình ảnh

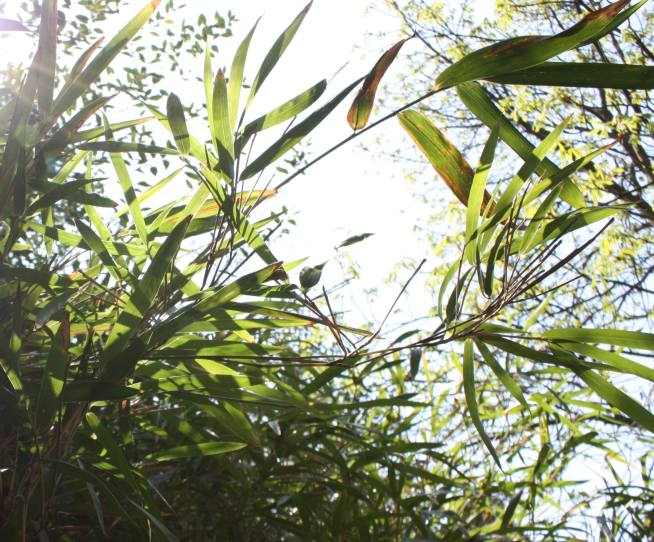
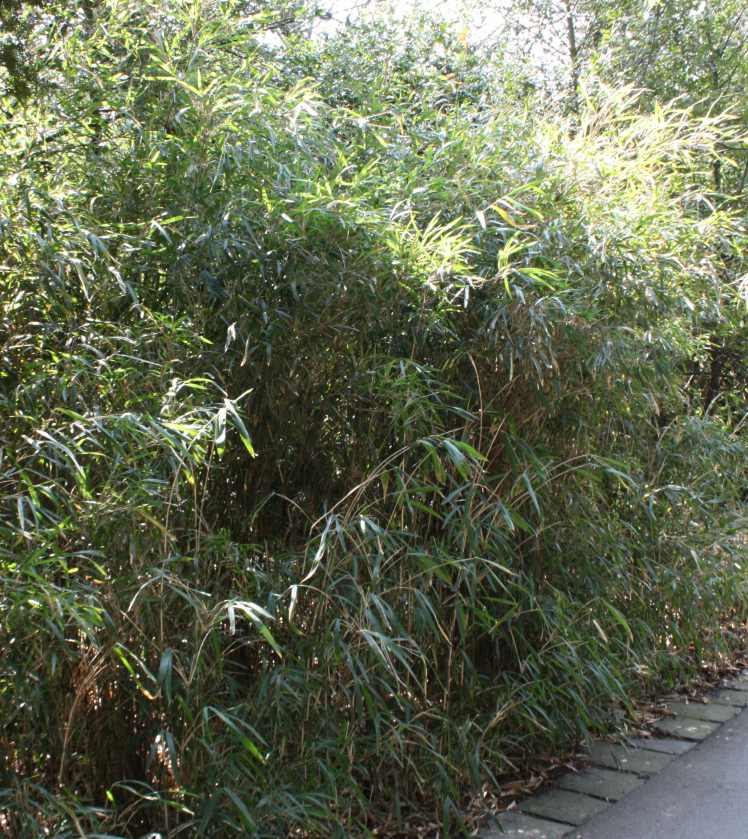
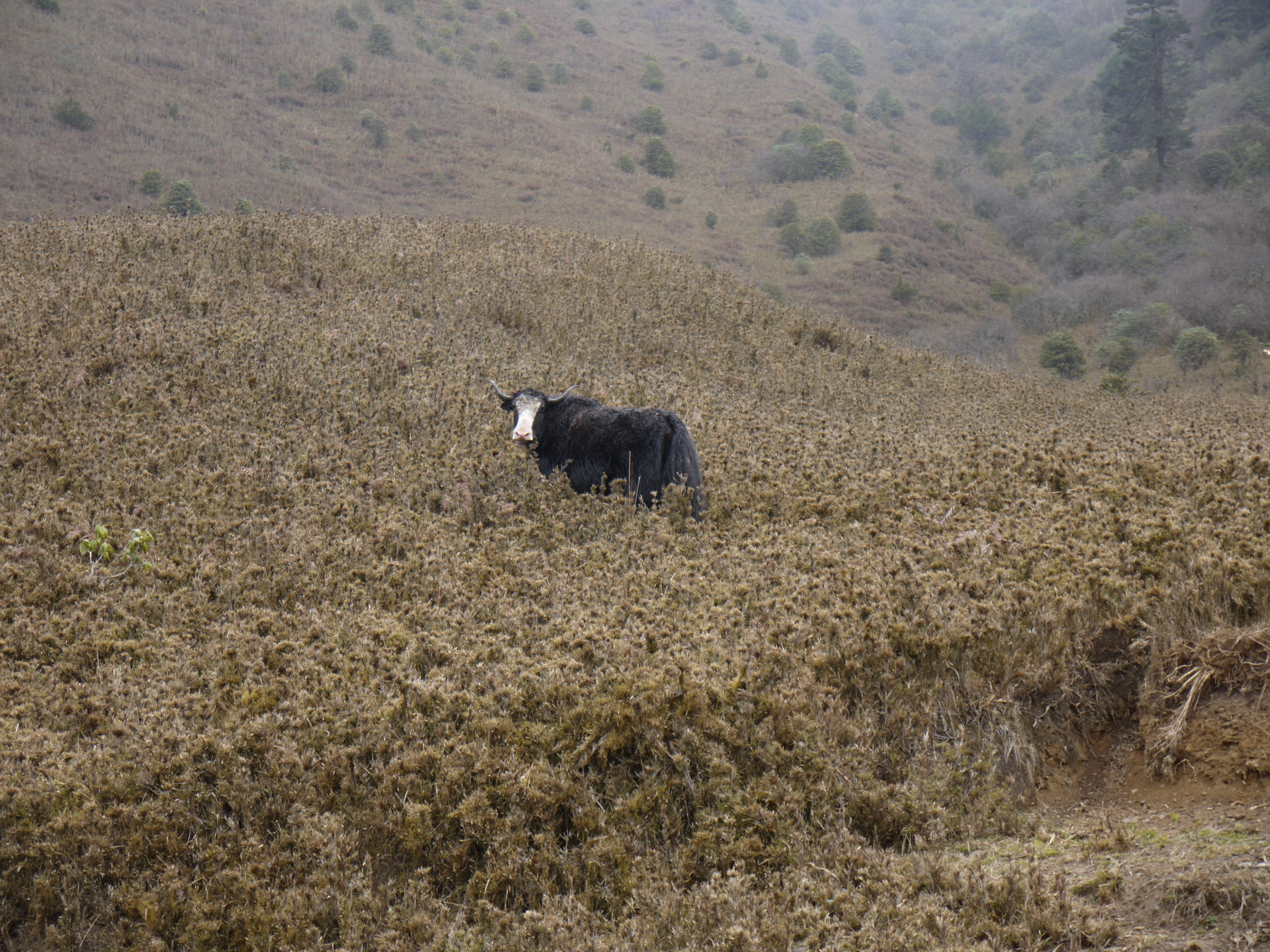
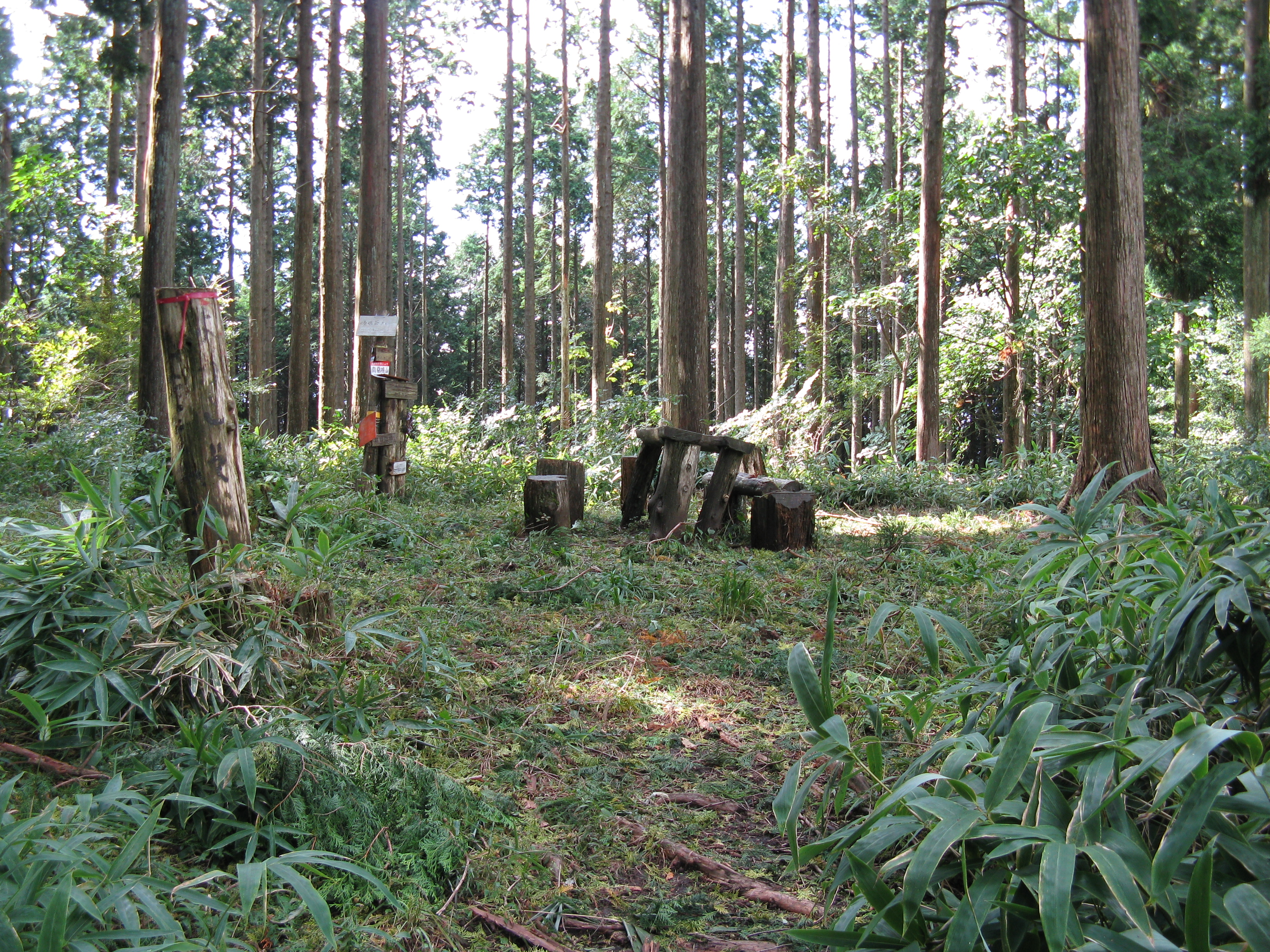